# Jerzy Kuliński
Jerzy Wojciech Kuliński (ur. 23 sierpnia 1935 w Warszawie) – budowlaniec, płetwonurek, żeglarz morski.

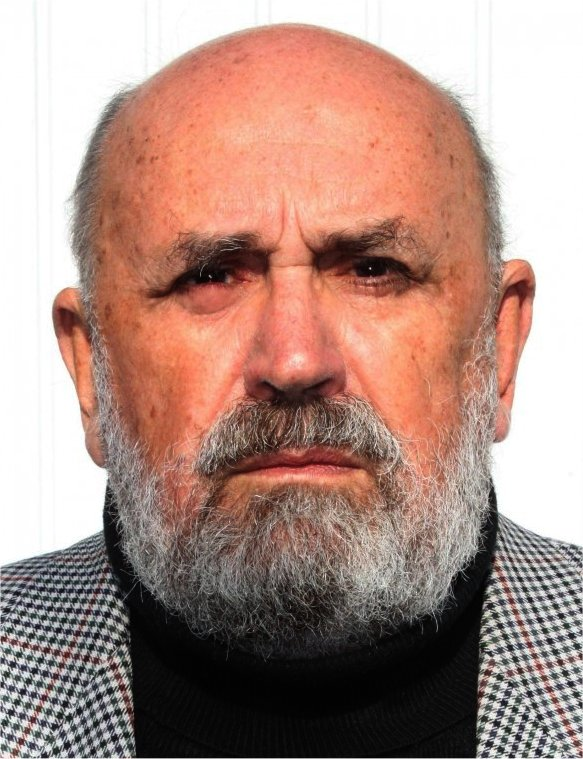

## Życiorys
Gdańszczanin od czerwca 1945 r. Magister inżynier budownictwa Wydziału Inżynierii Lądowej Politechniki Gdańskiej, pionier nurkowania swobodnego w Polsce (od 1956 r.), instruktor nurkowania 3-gwiazdkowy CMAS, kapitan jachtowy, były V-Prezes Polskiego Związku Żeglarskiego ds. morskich, współzałożyciel pierwszego na Wybrzeżu Gdańskim klubu płetwonurków, współzałożyciel Stowarzyszenia Armatorów Jachtowych, wieloletni współpracownik miesięcznika Żagle, autor wielu książek – głównie locji żeglarskich Bałtyku i Morza Północnego. Od początku lat 80. zaangażowany w starania o usunięcie rygorów utrudniających swobodne żeglowanie Polaków po morzu. Był współprojektantem kabiny nurkowej „Meduza II” oraz wziął udział w 7-dniowym eksperymentalnym zanurzeniu tego urządzenia w Bałtyku, w grudniu 1968 roku. Przez dwie kadencje był przewodniczącym komisji badań podwodnych Komitetu Naukowego CMAS.
Zawodową aktywność realizował w „Hydrobudowie Gdańsk”, Przedsiębiorstwie Robót Czerpalnych i Podwodnych w Gdańsku oraz w Ministerio de Industrias – Cuba. Najciekawsze etapy pracy zawodowej – budowa pierwszego suchego doku w Stoczni Gdynia, budowa Portu Północnego, rozbudowa stoczni remontowej w Hawanie. Od 1998 roku prowadzi internetowy subiektywny serwis żeglarski.

## Odznaczenia
- 2022 - Krzyż Kawalerski Orderu Odrodzenia Polski[2]
- Srebrny Krzyż Zasługi.
- 2019 - Krzyż Pro Mari Nostro[3].
- Odznaka „Zasłużony Ziemi Gdańskiej”.
- 1971 - Złota Odznaka PTTK (12.10.1971, leg. nr: 2746)
- Złota Odznaką Honorowa Zasłużony dla Budownictwa i Przemysłu Materiałów Budowlanych.
- Trzykrotna nagroda im. Teligi.
- Dwukrotna nagroda „Conrady – Indywidualności Morskie”.
- Nagroda „Rejs Roku”.
- Dwukrotnie Medal Prezydenta Gdańska.

## Dorobek
1. Jerzy Kuliński: Sund – przewodnik dla żeglarzy. Wyd. II zaktualizowane. Kartuzy: Nowator, 2022. ISBN 978-83-945403-9-5
2. Jerzy Kuliński: Kalmarsund i Öland – przewodnik dla żeglarzy. Wyd. II zaktualizowane. Kartuzy: Nowator, 2021. ISBN 978-83-945403-7-1
3. Jerzy Kuliński (Don Jorge): Opowiadanka bałtyckie z myszką. Miniatury żeglarskie. Agde: A. Kowalczyk: 2020. ISBN 978-2-490988-06-8
4. Jerzy Kuliński: Praktyka bałtycka na małym jachcie – po latach Wyd. II zaktualizowane pod redakcją Zbigniewa Klimczaka, Kartuzy: Nowator, 2013. ISBN 978-83-925841-7-9
5. Jerzy Kuliński: Gotland – przewodnik dla żeglarzy Wyd. II rozszerzone. Kartuzy: Nowator, 2012.
6. Jerzy Kuliński: Porty Łotwy i Litwy – przewodnik dla żeglarzy. Kartuzy: Nowator, 2011. ISBN 978-83-925841-6-2
7. Jerzy i Marco Kulińscy: Zalew Wiślany – przewodnik dla żeglarzy. Wyd. III rozszerzone. Kartuzy: Nowator, 2010. ISBN 978-83-925841-9-3
8. Jerzy Kuliński: Bornholm i Christianso – przewodnik dla żeglarzy. Wyd. II. Kartuzy: Nowator, 2009. ISBN 978-83-925841-5-5
9. Jerzy Kuliński: Wybrane porty Niemiec Wschodnich – przewodnik dla żeglarzy. Kartuzy: Nowator, 2008. ISBN 978-83-925841-8-6
10. Jerzy i Marco Kulińscy: Zatoka Gdańska – przewodnik dla żeglarzy. Wyd. II, Kartuzy: Nowator, 2007. ISBN 978-83-925841-0-0
11. Jerzy Kuliński: Porty Południowej Szwecji – przewodnik dla żeglarzy, Kartuzy: Nowator, 2007. ISBN 83-918262-4-4
12. Jerzy Kuliński: Isefjord Roskildefjord (Zelandia) – przewodnik dla żeglarzy. Kartuzy: Nowator, 2006. ISBN 83-918262-3-6
13. Jerzy Kuliński: Zakamarki Zachodniego Bałtyku – przewodnik dla żeglarzy. Kartuzy: Nowator, 2005. ISBN 83-918262-6-0
14. Jerzy Kuliński: Goteborg, Oslofjord i całkiem blisko – przewodnik dla żeglarzy. Kartuzy: Nowator, 2004. ISBN 83-918262-5-2
15. Jerzy Kuliński: Polskie porty otwartego morza – przewodnik dla żeglarzy. Wyd. II. Kartuzy: Nowator, 2003. ISBN 83-909582-9-5
16. Jerzy Kuliński: Wybrane porty Bałtyku – przewodnik dla żeglarzy. Kartuzy: Nowator, 2002. ISBN 83-909582-3-6
17. Marco i Jerzy Kulińscy: Zalew Wiślany – przewodnik dla żeglarzy. Wyd. II. Kartuzy: Nowator, 2002. ISBN 83-909582-6-0
18. Jerzy Kuliński: Przedsionek Morza Północnego – przewodnik dla żeglarzy. Kartuzy: Nowator, 1999. ISBN 83-909582-5-2
19. Jerzy Kuliński: Sund – przewodnik dla żeglarzy. Kartuzy: Nowator, 1998. ISBN 83-909582-0-1
20. Jerzy Kuliński: Gotland – przewodnik dla żeglarzy. Fokus 1997. ISBN 83-85730-80-X
21. Jerzy Kuliński: Kalmarsund i Öland – przewodnik dla żeglarzy. Gdańsk: Ryt, 1996.
22. Jerzy Kuliński: Praktyka bałtycka na małym jachcie. Gdańsk: Ryt, 1995.
23. Jerzy Kuliński: Bornholm i Christianso – przewodnik dla żeglarzy. Gdańsk: Ryt, 1993.
24. Jerzy Kuliński: Polskie porty otwartego morza – przewodnik dla żeglarzy. Gdańsk: Bestseller, 1991.
25. Jerzy Kuliński: Leningrad, Tallin, Ryga, Kłajpeda – przewodnik dla żeglarzy. Gdańsk: Międzyzakładowy Jacht Klub Morski „Neptun”, 1990.
26. Jerzy i Marco Kulińscy: Zatoka Gdańska – przewodnik dla żeglarzy. Gdańsk: Międzyzakładowy Jacht Klub Morski „Neptun”, 1989.
27. Jerzy i Marco Kulińscy: Zalew Wiślany – przewodnik dla żeglarzy. Gdańsk: Międzyzakładowy Jacht Klub Morski „Neptun”, 1988.
28. T. Stütz, J. Kuliński: Kalmarsund, Öland, Gotland mit der Yacht. Hamburg: DSV-Verlag – Busse Seewald, 1998.
29. T. Stütz, J. Kuliński: Der Öresund mit der Yacht. Hamburg: DSV-Verlag – Busse Seewald, 1998.
30. T. Stütz, J. Kuliński: Eine Woche Bornholm mit der Yacht. Hamburg: DSV-Verlag – Busse Seewald, 1995.
31. L. Löwa, J. Kuliński, T. Stütz: Bootsurlaub an der Ostseeküste. Berlin: Transpress Verlagsgesellschaft mbH, 1991.